# Răchiteni
Răchiteni is een Roemeense gemeente in het district Iași.
Răchiteni telt 3430 inwoners. De meerderheid van de bevolking verklaarde in 2011 Rooms Katholiek te zijn. Dit duidt op een Csángó-achtergrond van de bevolking.